# Kishen Kanhaiya
Kishen Kanhaiya ist ein Hindi-Film von Rakesh Roshan aus dem Jahr 1990. Der Film handelt von den Zwillingen Kishen und Kanhaiya, die bei der Geburt getrennt werden und sich im Verlauf der verwicklungsreichen Geschichte wiederfinden. Es ist eine typisch indische Mischung aus Komödie, Action und Melodram. Die beiden Brüder werden in einer Doppelrolle von Anil Kapoor gespielt. Der Film wurde produziert von Filmkraft Productions (India) Pvt.Ltd und am 9. März 1990 bei Eros als DVD veröffentlicht.

## Handlung
Der Film beginnt in der Vergangenheit. Man sieht man eine Frau, die gerade in den Wehen liegt. Leela, die Hebamme, hilft der Frau bei der Geburt der männlichen Zwillinge. Doch es kommt zu Komplikationen und die Frau verstirbt wenig später. Leela ruft daraufhin ihren Mann Bhola Ram an und schlägt vor, die Zwillingsgeburt zu verschweigen und ein Kind zu behalten. Sie nehmen das Kind zu sich und geben ihm den Namen Kanhaiya.
Als Sunder Das vom Tod seiner Frau erfährt. ist er am Ende seiner Kräfte. Doch sein Sohn, dem er den Namen Kishen gegeben hat, gibt ihm neue Kraft. Er will sich um ihn kümmern, merkt jedoch rasch, wie schwer es ist, ein Kind zu erziehen. Auf den Rat hin, sich eine neue Frau zu suchen, heiratet er Kamini, die Schwester seines Geschäftspartners Gendamal. Später erfährt Sunder Das, dass seine Frau Kamini ein uneheliches Kind hat. Er ist aufgebracht und es kommt zum Streit mit Gendamal, in dessen Verlauf Sunder eine Treppe hinunter fällt. Dabei erleidet er eine Querschnittlähmung.
Kamini plant Sunder Das zu töten, um an sein Vermögen zu gelangen, doch im Testament ist Kishen als Alleinerbe eingesetzt. An seinem 25. Geburtstag kann er entscheiden, was mit dem Erbe passieren soll. Gendamal will Kishen einschüchtern und erreichen, dass er ihm später das Erbe übergibt. Für Kishen beginnt damit eine lange Zeit des Leidens und der Erniedrigung. Nur die Liebe zu seiner Freundin Radha erhellt Kishens Leben.
Kanhaiya lebt derweil ein ausgelassenes Leben und lernt Anju, eine junge Frau, kennen, in die er sich verliebt. Vidja Charan, der Vater von Anju, ist ein sehr guter Freund von Gendamal. Eines Abends lernt Gendamal Anju bei einem Besuch kennen und schlägt vor, Anju mit seinen Neffen zu verheiraten. Sie hat kein Interesse, aber Gendamal besteht darauf, dass sie ihn kennenlernt. Auf der Hochzeit von Kishen und Radha lernen sich Mr Charan und Gendamals Familie kennen.
Kishen hat Geburtstag, er wird 25 Jahre alt. Alle sind anwesend, sogar sein Vater, der in einem Rollstuhl sitzt. Kishen bekommt vom Anwalt die Erb-Dokumente. Als der Anwalt geht, soll Kishen nun sein Vermögen auf Gendamal überschreiben. Kishen zögert, er weigert sich die Dokumente zu unterzeichnen. Gendamal ist wütend und fängt an Kishen zu verprügeln. Die Szene wechselt zu Kanhaiya:
Kanhaiya wird bei einem Überfall schwer verletzt und fällt ins Koma. Im Krankenhaus erfährt Anju, dass er sich in einer kritischen Phase befindet. Die Szene wechselt zu Kishen: Kishen wird weiterhin geschlagen und getreten, man will ihn zwingen, die Dokumente zu unterzeichnen. Kishen verliert das Bewusstsein und Gendamal unterzeichnet mit Kishens Fingerabdruck das Dokument. Gendamal lässt den bewusstlosen Kishen in einen Fluss werfen. Die Szene wechselt zu Kanhaiya: Kanhaiya erwacht aus seinem Koma.
PAUSE (typisch für indische Filme)
In der Nacht hat Kanhaiya seltsame Träume, in denen ihn jemand um Hilfe ruft. Bhola Ram wird es nun klar, dass es dem anderen Zwilling nicht gut geht und es an der Zeit ist, Kanhaiya die Wahrheit zu sagen. Kanhaiya fragt ihn immer wieder, wer ihn da um Hilfe ruft. Bhola Ram sagt ihm, dass es sich um seinen Zwillingsbruder handelt und dass er nicht sein leiblicher Vater ist. Kanhaiya ist fassungslos. Bhola Ram besucht Kanhaiyas Vater Sunder Das und gesteht ihm seine Taten,
Kanhaiya beschließt in einem Verwechslungsspiel als Kishen, Gendamal und dessen Schwester Kamini gegeneinander auszuspielen. Zuerst sagt er Kamini, dass er bereit sei, ihr allein das Vermögen zu geben. Dasselbe erzählt er Gendamal. Beide glauben jeweils, dass „Kishen“ sie allein begünstigen wird. Auf einer Geburtstagsfeier verhält sich „Kishen“ anders als sonst, er singt und tanzt. Die Familie denkt sich nichts weiter dabei, aber Radha bemerkt, dass er nicht Kishen ist. Er erzählt ihr schließlich, dass er der verschollene Zwillingsbruder ist. Die Szene wechselt:
Plötzlich ist Kishen wieder aufgetaucht. Er läuft verwirrt auf der Straße umher. Anju trifft ihn und denkt, er sei „Kanhaiya“. Um ihn zur Erinnerung zu bringen, besucht sie mit ihm bekannte Orte. Doch es handelt sich nicht um Kanhaiya, sondern um Kishen. Das weiß Anju natürlich nicht. Sie geht mit ihm überallhin, wo er sich erinnern könnte – jedoch vergebens.
Gendamal und Kamini erfahren von dem Doppelgänger, sie glauben jedoch, dass Kanhaiya nur jemand ist, der Kishen sehr ähnlich sieht und das Vermögen an sich reißen möchte. Später erfahren sie, dass Kishen und Radha zum Tempel gegangen sind. Auf Anweisung von Gendamal soll sein Neffe Kishen und Radha in seine Gewalt bringen. Auch Kanhaiya und Anju sind auf dem Weg zum Tempel. Sie werden von einem Widersacher gekidnappt. In einen Hinterhof wird Kanhaiya zusammengeschlagen. Kishen spürt diese Tritte und Schläge und wird hin- und hergeschleudert. Kanhaiya ist bewusstlos, während Kishens Erinnerungsvermögen zurückkehrt. Kishen versichert Radha, dass er Kishen ist. Als sie sich umarmen, taucht Gendamals Neffe auf und verschleppt beide. Kishen wird gefoltert und soll zugeben, dass er Kanhaiya ist. Doch Kishen besteht darauf, nicht Kanhaiya zu sein. Kanhaiya, der sich von seinem Widersacher befreien konnte, taucht auf und erklärt den Anwesenden wer er und wer Kishen ist.
Es kommt zum Kampf. Plötzlich taucht Kamini auf dem Dach mit Sunder Das auf und stürzt ihn von dort in ein Wasserbecken. Er droht zu ertrinken. Mehrmals ruft Kanhaiya, dass Kishen sich wehren soll. Kishen fängt an wütend zu werden und es gelingt ihm, sich aus den Fängen der Männer zu befreien. Doch als er seinen Vater retten will, wird er wieder überwältigt. Kanhaiya schlägt auf die Männer ein und rettet seinen Vater aus dem Wasser. Kamini wird von Anju und Radha geschlagen, die sich zuvor von ihren Fesseln befreien konnten. Zum Schluss landen Kamini, Gendamal und sein Neffe im Schlamm.
Am Ende des Films sind Kishen und Kanhaiya zusammen beim Spielen von Flöte und Mundharmonika zu sehen. Sie spielen ihre Melodie. Beide können beide Musikinstrumente spielen. Doch wer ist nun wer? Radha fragt Sunder Das. Dieser zeigt auf einen Sohn und sagt „Kishen“, somit ist der Vater auch auf dem Weg der Besserung. Anju geht auf Kanhaiya zu und Radha auf Kishen. Die Paare sind vereint.

## Musik
| Lied                      | Sänger                        |
| ------------------------- | ----------------------------- |
| Aap Ko Dekh Ke            | Amit Kumar, Sadhana Sargam    |
| Krishna Krishna           | Nitin Mukesh, Lata Mangeshkar |
| Kuchh Ho Gaya Kya Ho Gaya | Asha Bhosle, Mohammad Aziz    |
| Mere Humsafar             | Sadhana Sargam                |
| Radha Bina Hai            | Manhar Udhas, Sadhana Sargam  |
| Suit Boot Mein Aaya       | Amit Kumar                    |

Die Filmmusik enthält sechs Lieder. Die Liedtexte zur Musik von Rajesh Roshan stammen von Indeevar und Payam Sayeedi. Produzent ist ebenfalls Rajesh Roshan und das Soundtrack-Album ist unter dem Label T-Series erschienen.